# Brunelle laciniée
Cet article possède un paronyme, voir Brunelle (homonymie).
Prunella laciniata
Espèce
Classification phylogénétique
La Brunelle laciniée ou Brunelle blanche (Prunella laciniata) est une espèce de plantes à fleurs de la famille des Lamiacées. C'est une plante herbacée vivace trouvée en Europe, en Afrique du Nord, et en Asie, jusqu'en Iran. Elle a été introduite ailleurs en Amérique, au Royaume Uni et en Australie.